# Aldan Rock
Aldan Rock är en kulle i Antarktis. Den ligger i Sydshetlandsöarna. Argentina, Chile och Storbritannien gör anspråk på området. Toppen på Aldan Rock är 15 meter över havet.
Terrängen runt Aldan Rock är platt åt sydost, men norrut är den kuperad. Havet är nära Aldan Rock söderut. Trakten är glest befolkad. Närmaste befolkade plats är St. Kliment Ohridski Base, 12,2 kilometer öster om Aldan Rock. 